# Моларо, Стивен
Стивен Моларо (англ. Steven "Steve" Molaro; род. 16 февраля 1972, Куинс, Нью-Йорк, США) - американский продюсер и сценарист, работал над такими ситкомами, как «Фредди», «Класс», «Настоящие дикари», а также сериалами «Всякая всячина»,  «Шоу Аманды», «За что тебя люблю», «Дрейк и Джош», «Зоуи 101» и «АйКарли», созданные Дэном Шнайдером. С 2007 года был продюсером и сценаристом телесериала «Теория большого взрыва». Совместно с Чаком Лорри создал ситком «Детство Шелдона» в 2017 году.

## Фильмография
| Год                  | Название               | Примечания |
| -------------------- | ---------------------- | --- |
| 2000—2001            | Шоу Аманды             | сценарист 9 серий редактор сюжетов 22 серий                                                                                                   |
| 2000—2002            | Всякая всячина         | продюсер 13 серий |
| 2004                 | Весёлый фургон         | телефильм редактор сюжетов |
| 2004—2005            | Настоящие дикари       | редактор сюжетов 5 серий (2004) исполнительный редактор сюжетов 2 серий (2005) сценарист 3 серий (2004—2005)                                  |
| 2005—2006            | Фредди                 | исполнительный редактор сюжетов 17 серий сценарист 2 серий (2005—2006)                                                                        |
| 2004, 2006, 2008     | Дрейк и Джош           | сценарист: серии «Два идиота и ребёнок», «Дрейк и Джош в Голливуде», «Счастливого Рождества, Дрейк и Джош»                                    |
| 2006—2007            | Класс                  | сценарист 2 серий (2006—2007) |
| 2005—2007            | Зоуи 101               | сценарист 3 серий (2005—2007) |
| 2007—2008            | АйКарли                | сценарист 5 серий (2007—2008) |
| 2007—2019            | Теория Большого взрыва | продюсер 16 серий сценарист 61 серии старший продюсер 22 серий соисполнительный продюсер 36 серий исполнительный продюсер 42 серий, шоураннер |
| 2017—настоящее время | Детство Шелдона        | создатель исполнительный продюсер шоураннер                                                                                                   |